# The Cliffhanger Session
The Cliffhanger Session ist ein Musikalbum von Ignaz Schick, Ingebrigt Håker Flaten und Oliver Steidle. Die am 13. und 14. April 2023 live im Veranstaltungsort Ausland in Berlin entstandenen Aufnahmen erschienen 2024 auf Schicks Label Zarek.

## Hintergrund
Die Cliffhanger Sessions stellen eine Rückkehr zu den Wurzeln jedes der beteiligten Musiker dar, notierte Mark Corroto. Bevor Schick Turntablist und Klang- und Bildkünstler wurde, studierte er Saxophon. Ebenso begann Håker Flaten seine Karriere mit dem Kontrabass und erlangte in den Gruppen Atomic und The Thing Anerkennung. Steidle wiederum erlangte Bekanntheit mit seinem Ensemble SoKo Steidle, der Mitwirkung in Der Rote Bereich (um Frank Möbus und Rudi Mahall) und dem Jazzrock von Oli Steidle & The Killing Popes.
Zu The Cliffhanger Session wurde ausschließlich in digitaler Form auch The Cliffhanger Session Vol. 2 veröffentlicht. 

## Titelliste
- Schick, Håker Flaten, Steidle: The Cliffhanger Session (ZAREK 25)[2]

1. The Cliffhanger #1 30:16
2. The Cliffhanger #2 18:06

## Rezeption

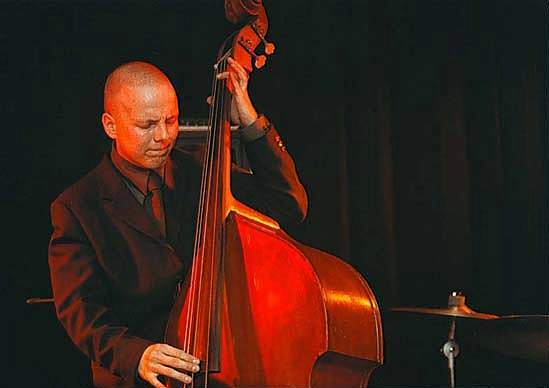
Ingebrigt Håker Flaten

Nach Ansicht von Mark Corroto, der das Album in All About Jazz rezensierte, ist diese Session ein abrupter Richtungswechsel für Ignaz Schick, Ingebrigt Håker Flaten und Oliver Steidle vom elektroakustischen Energierauschen hin zu einer rein akustischen Performance. Hier würde jeder Musiker seinen Stecker für einen „Old-School-Free-Jazz-Throwdown“ ziehen. Schick spiele Alt- und Baritonsaxophon, Håker Flaten entlocke seinem Kontrabass tiefe, resonante Töne und Steidle sitze an einem kompletten Schlagzeug. Diese Session habe zwei lange 20-minütige Tracks hervorgebracht, jeder selbstbewusst und tosend. Zuhörer können sich auf die Klänge von Charles Gayle, William Parker und Rashied Ali beziehen. Das Cliffhanger-Trio habe jedoch seinen eigenen Sound. Manchmal handle es sich um Musik mit voller Energie, ein anderes Mal würden sie in einen explorativen Sound mit abwechselndem Coll’arco- und Pizzicato-Bass, Glocken und Percussion wechseln, dazu Schicks suchendes Spiel auf dem Altsaxophon und ein tiefes, bluesiges, mitschwingendes auf dem Baritonsaxophon.
Steidle und Håker-Flaten seien die perfekten Partner für Schicks Mission, denn beide seien erfahrene Komponisten, produktive Improvisatoren und Bandleader, energisch und rhythmisch, die wissen, wie man eine Melodie skizziert und entwickelt, und sich nicht scheuten, Risiken einzugehen, meinte Eyal Hareuveni in Salt Peanuts. Die Stücke böten ihnen reichlich Gelegenheit, in die Kunst des Klippenhängens oder in die Kunst des Augenblicks einzutauchen. Sie würden diese hochdynamischen, freien Improvisationsstücke atmen lassen und sich aus eigenem Antrieb organisch entfalten, besuchten ikonische Free-Jazz-Territorien und genössen großzügige Portionen gefühlvoller Lyrik und kosmischer Grooves durch intensives Zuhören und nachdrückliche Dialogsdynamik. Dieses Trio fühle sich an, als hätte es schon seit vielen Jahren daran gearbeitet, seine Tiefe zu finden und wunderbar zu kultivieren.